# Hubert de Boer
Hubert de Boer (Renkum, 11 mei 1937 - Amsterdam, 15 februari 2023) was een Nederlandse landschapsarchitect en stedenbouwkundige. Hij was ook actief als beeldend kunstenaar en fotograaf. De Boer heeft diverse functies vervuld binnen zijn vakgebied, waaronder ontwerper, docent, hoogleraar, redacteur, jurylid en tentoonstellingsmaker. Zijn werk als landschapsarchitect omvatte zowel openbare als particuliere projecten.

## Opleidingen
Hubert de Boer kreeg in zijn jeugd privéschilderlessen van Kees Bol en was later in de leer bij de graficus Ko Oosterkerk.
Hij voltooide zijn opleidingen als volgt:
- 1967: Master of Landscape Architecture aan de Graduate School of Fine Arts van de University of Pennsylvania in Philadelphia, Verenigde Staten.
- 1969: Ingenieursdiploma (met lof) in Tuin- en Landschapsarchitectuur aan de Landbouwhogeschool in Wageningen.

## Levensloop en werkzaamheden
Hubert de Boer werd geboren in 1937 in Renkum, Nederland. Na zijn opleidingen begon hij als wetenschappelijk medewerker aan de Afdeling Landschapsarchitectuur van de Landbouwhogeschool, waar hij actief was van 1968 tot 1974.
Van 1971 tot 1976 was De Boer hoofd van de Afdeling Landschapsarchitectuur en lid van de directie van de Academie van Bouwkunst in Amsterdam. Ook zat hij enkele jaren in de redactie van Wonen TA/BK, later Archis. Daarnaast werkte hij als partner bij het ontwerpbureau Teun Koolhaas Associates in Almere.
Van 1992 tot 1995, bekleedde hij de positie van hoogleraar Stedenbouwkundig Ontwerpen Stad en Regio aan de Technische Universiteit Delft.
Na zijn pensioen bracht De Boer enkele jaren van zijn leven door in Frankrijk, waar hij woonde en werkte als beeldend kunstenaar. Hij vestigde zich in Le Crotoy, aan de Somme. Daarna woonde en werkte hij in Eenrum, in de provincie Groningen. Later werkte hij vanuit Amsterdam, in een atelierwoning op IJburg.

## Activiteiten
Naast zijn werk als landschapsarchitect en stedenbouwkundige, was Hubert de Boer ook actief op andere gebieden. Hij vervulde verschillende functies in het vakgebied, zoals ontwerper, docent, hoogleraar, redacteur, jurylid en tentoonstellingsmaker. Daarnaast wijdde hij zich de laatste twintig jaar van zijn leven volledig aan de vrije kunsten, iets wat hij eerder parttime naast zijn andere werkzaamheden deed.

## Schilderkunst, Fotografie, Fotoboeken, Aquarellen, Tekeningen en Kunstenaarsboeken
In zijn vrije werk was het landschap altijd zijn hoofdonderwerp. Hij maakte duizenden foto's en schetsen, die hij vaak bundelde in kleine zelfgemaakte boekjes. Deze vormden de basis voor zijn aquarellen, tekeningen, gouaches en schilderijen. Tijdens het schilder- en tekenproces reduceerde hij de herkenbare weergave van het landschap steeds verder tot de essentie, waarbij compositorische spanning en ruimte de hoofdkenmerken waren.
De Boer exposeerde zijn werk op verschillende locaties, waaronder galerijen en kunstcentra, zoals De Vaart in Hilversum (1987), De Librije in Zwolle (1987), Kunsthal Van Leer in Amstelveen (1989), Galerie Blom in Dordrecht (1991, 1995, 1999), Provinciehuis Flevoland in Lelystad (1995), Galerie Odapark in Venray (1996), Stichting Kunst en Cultuur in De Bilt/Bilthoven (1999), SBK Kunstcentrum Haarlem (2000), Galerie Nine in Amsterdam (2000, 2003, 2008, 2013 en 2024), en andere.
In 2024 werd een kleine publicatie getiteld "Hubert de Boer 1937-2023" (ISBN 9789080827349) gepresenteerd bij de solotentoonstelling in Galerie Nine als eerbetoon aan Hubert de Boer.

## Documentaires
In de documentaireserie "Wat is er aan de hand" werd aandacht besteed aan het werk van Hubert de Boer. Het derde item van de aflevering, getiteld 'Aandacht voor het werk van Hubert de Boer', werd uitgezonden op 20 mei 1995 op de Nederlandse televisiezender NPO2 (EO).
Bij de VPRO is Hubert de Boer te horen in een aflevering van de serie Het Evenement met de titel "Het Landschap".
In de voorlichtingsvideo van de gemeente verhaalt Hubert de Boer over zijn betrokkenheid bij de ontwikkeling van De Bergse Plaat, een van de nieuwbouwwijken die Bergen op Zoom heeft gebouwd.

## Afbeeldingen

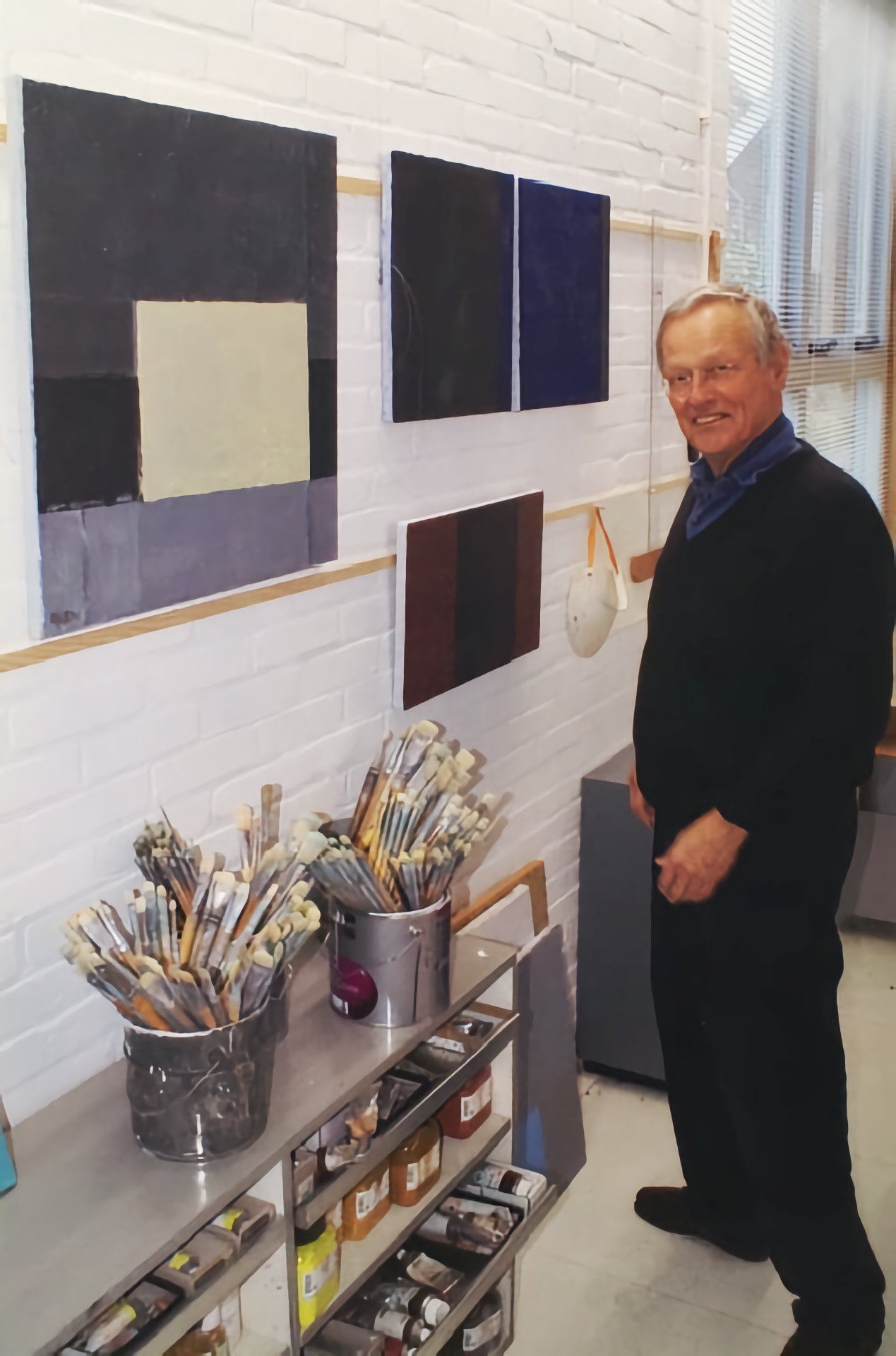
Landschaparchitect en kunstenaar Hubert de Boer in zijn atelier
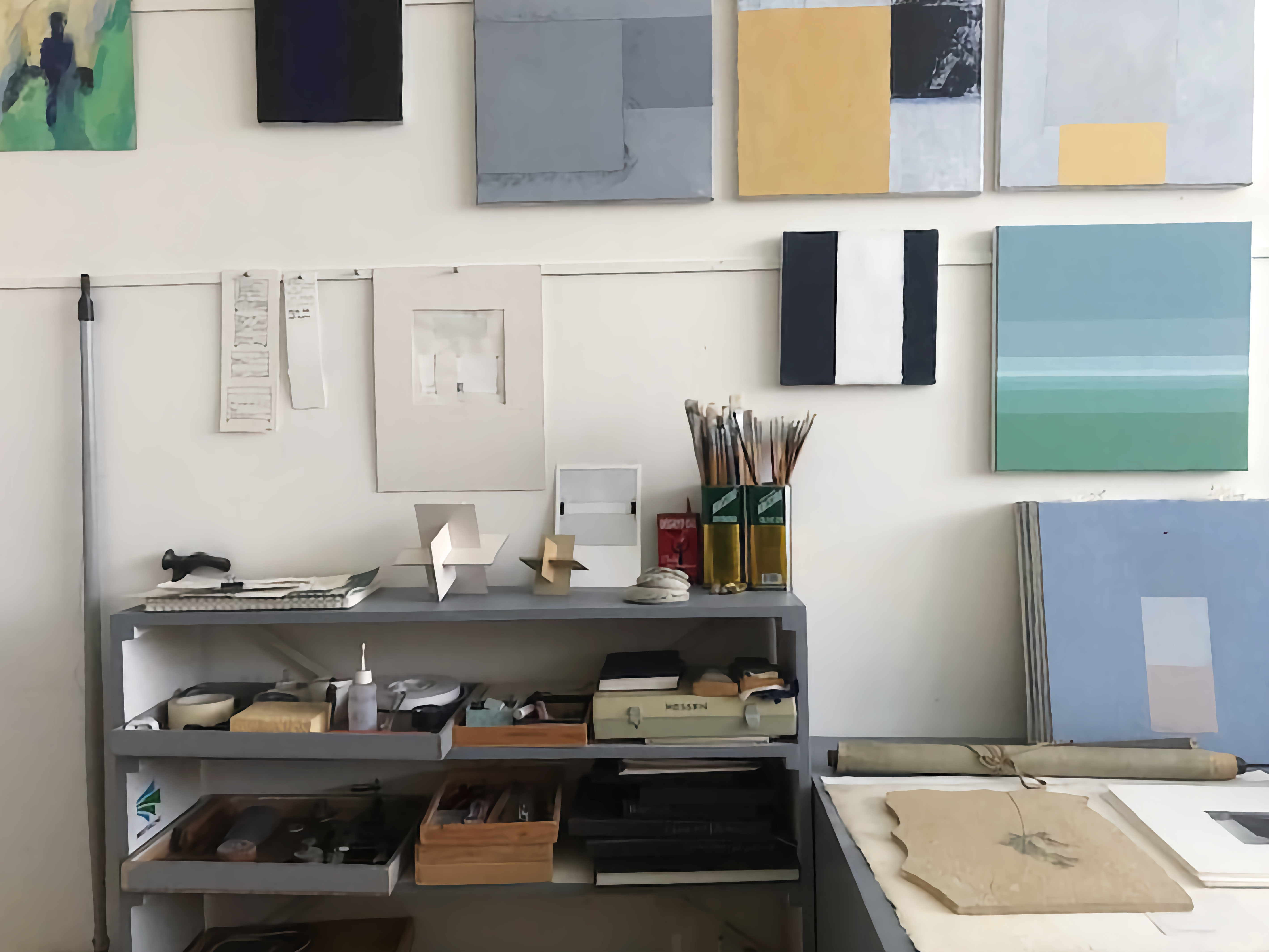
Atelier Hubert de Boer
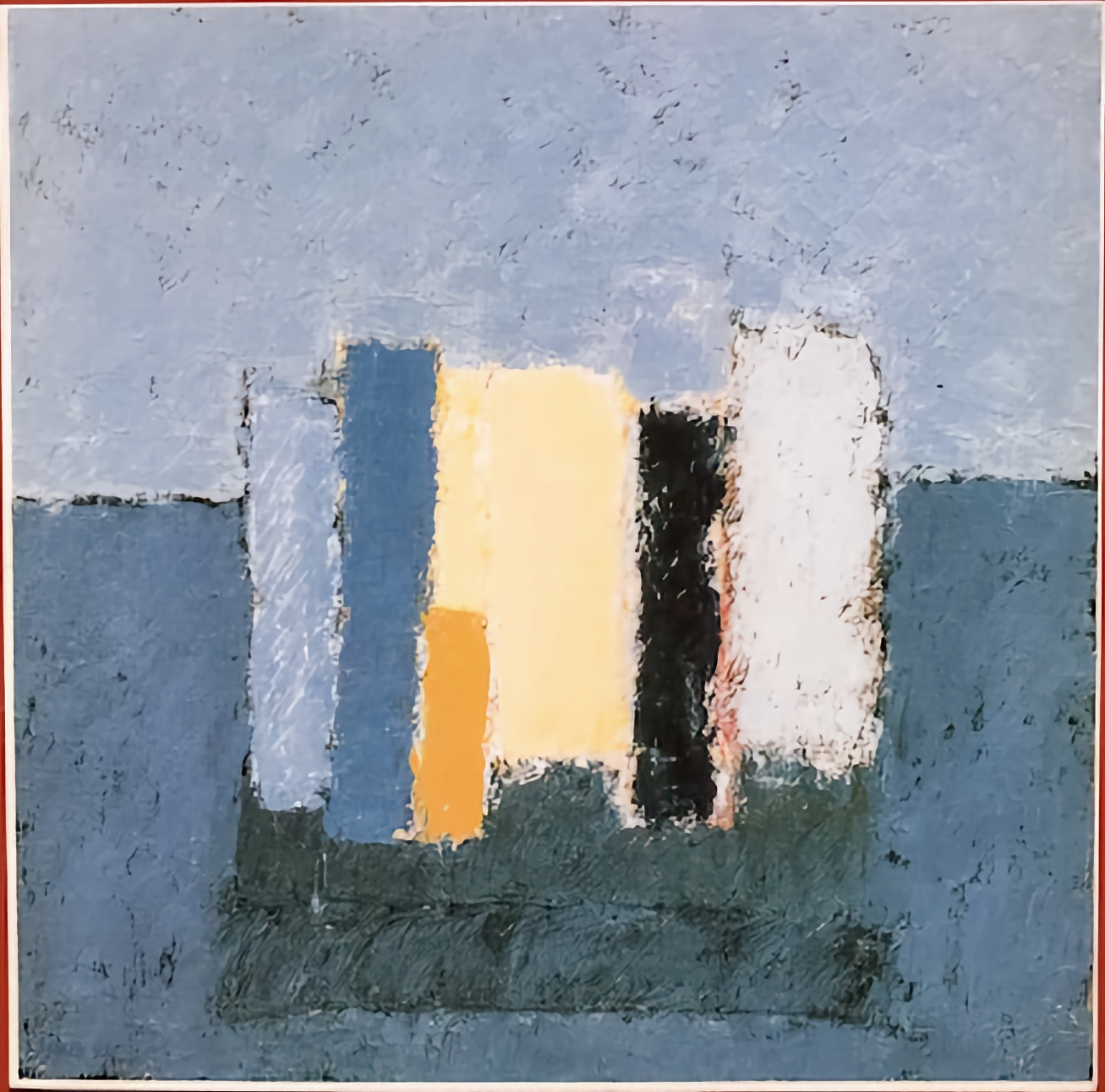
Olieverf op_doek, 1994

- RKD-Nederlands Instituut voor Kunstgeschiedenis: 9716
- Union List of Artist Names: 500237732
- Virtual International Authority File: 124244862